# ジャパンラグビーリーグワン (法人)
一般社団法人ジャパンラグビーリーグワン（英: JAPAN RUGBY LEAGUE ONE、JRLO）は、日本のラグビーユニオン社会人クラブのトップチームによるジャパンラグビーリーグワンを運営する組織である。2018年2月20日に設立された。公益財団法人日本ラグビーフットボール協会から独立している団体であるが、後述のとおり、役員の一部は双方で兼務している。

## 所在地
設立以来、日本ラグビーフットボール協会と同じ建物内にある。
2024年4月22日までは、秩父宮ラグビー場に隣接するクラブハウス内（東京都港区北青山2-8-35）にあった。
2024年4月23日から、青山ツインビル（東京都港区南青山1丁目1-1 新青山ビル）の東館5階に移転した。4月24日には日本ラグビーフットボール協会の本部機能も、同フロアに移転。

## 今後の計画
2024年11月28日、2024-25シーズンから2027-28シーズンまでの4年間を第2フェーズとして、以下のように計画を発表した。「若手育成リーグ」開設と、ホームスタジアムの固定化などが現状と大きく異なる試みとなる。

### フェーズ分け
- 第1フェーズ：2022シーズン～2023-24シーズン「あらたな挑戦」
- 第2フェーズ：2024-25シーズン～2027-28シーズン「世界最高への前進」
- 第3フェーズ：2028-29シーズン～2031-32シーズン「世界への拡がり」

### 第2フェーズ

#### 2024-25シーズン
- DIVISION1を16試合から18試合に増加。全試合数を173試合から223試合に増加。
- 総観客者数を、2023-24シーズンの114万人から、135万人にする。
- 総事業規模を、2023-24シーズンの450億円から、2027-28シーズンまでに550億円を目指す。

#### 2025-26シーズン
- 2025年9月から10月にかけて、リーグワン所属チームが各拠点をもとに東・中・西に分かれて対戦する、選手育成を目的とする新大会を開催。20チームにより20試合を実施予定[6]。（2025年5月13日発表時点）6チームは不参加となる[7]。リーグ名「JAPAN RUGBY LEAGUE ONE RISING（ジャパンラグビー リーグワン ライジング）」を発表。2025年大会では順位や優勝チームの決定を行わず、2026年以降については改めて検討を行う[8]。

- 12月から「リーグワン」レギュラーシーズン開幕。
- 2025-26シーズン以降、スタジアムの固定化を推進し、ホスト&ビジターを明確にしていく。

#### 2026-27シーズン
- 2026-27シーズンから、選手の登録区分に追加カテゴリを導入。カテゴリAを、カテゴリA-1およびカテゴリA-2に区分する。A-1は「小中学校の義務教育9年間のうち、6年以上を日本で過ごした選手」で、A-2は「A-1以外で、他協会の代表歴がなく、日本協会における48カ月以上の継続登録がある選手」。A-2の要件を満たす選手のうち、日本代表キャップを30以上持つ選手は、優遇措置としてA-1に分類する[9]。（2025年5月13日発表時点）　詳細は「ジャパンラグビーリーグワン#選手の登録区分」を参照。
- 2026-27シーズン以降、海外との連携を強化。チャンピオンシップ形式の海外チームとのクロスボーダー対戦や、海外チームのリーグワン参戦をはかる。
- 2026-27シーズン以降、秋開幕を目指して段階的な試合増をはかる（秋は日本代表の活動が始まるため検討が必要）。

#### 2027-28シーズン
- サラリーキャップの導入を目指す。

### 第3フェーズ
- 2028-29シーズンに、秋の「若手育成リーグ」と同じく、リーグワンのレギュラーシーズンを、秋～6月開催を実現。
- ホストエリアは、活動拠点（ホストスタジアム、練習場、クラブハウス）がある地域とする。
- スタジアムをライセンス化して固定化し、ホストタウン内にホストスタジアム（同一自治体最大3箇所まで設定可）、また母体スポンサー企業・団体の創業地や、クラブの発祥地などのいわゆる「マザータウン」などを対象とした「セカンダリーホストタウン」を設け、各チームとも総試合数の8割をそれらのホストエリア、特に5割をメインホストタウン内のスタジアムで行い、「ホスト&ビジター（ホーム&アウェー同義）」を実現する。スタジアムの収容人数は、DIVISION1で10,000人以上、DIVISION2・3で2,500人以上とする。

## 役員
任期：2024年12月-2026年12月
2025年1月20日現在。
| 役職                                   | 氏名       |      | 所属（2024年12月現在）                                                                            | 備考              |
| -------------------------------------- | ---------- | ---- | ------------------------------------------------------------------------------------------------- | ----------------- |
| 理事長                                 | 玉塚元一   | 再任 | ロッテホールディングス 代表取締役社長 日本ラグビーフットボール協会 理事                           |                   |
| 専務理事                               | 東海林一   | 再任 | ジャパンラグビーマーケティング 代表取締役                                                         |                   |
| 業務執行理事 CRO (Chief Rugby Officer) | 福本正幸   | 新任 | 神戸製鋼所                                                                                        |                   |
| 業務執行理事 ラグビー本部長            | 熊木陽一郎 | 再任 | 日本ラグビーフットボール協会 業務推進部門長                                                       |                   |
| 業務執行理事 経営企画・法務部 部長     | 金田明憲   | 新任 | デロイト トーマツ ファイナンシャルアドバイザリー                                                  |                   |
| 理事                                   | 粟屋悟     | 新任 | 埼玉パナソニックワイルドナイツ ゼネラルマネージャー パナソニック                                  |                   |
| 理事                                   | 稲澤裕子   | 再任 | 昭和女子大学 現代ビジネス研究所特別研究員                                                         |                   |
| 理事                                   | 宇都宮純子 | 再任 | 宇都宮・清水・陽来法律事務所 代表弁護士                                                           |                   |
| 理事                                   | 駒喜多学   | 新任 | 花園近鉄ライナーズ 部長 近鉄グループホールディングス ラグビー事業部長                             |                   |
| 理事                                   | 桜庭吉彦   | 再任 | 日本製鉄釜石シーウェイブス ゼネラルマネージャー 釜石シーウェイブスRFC 代表理事                    |                   |
| 理事                                   | 清水克洋   | 再任 | 名古屋グランパスエイト 専務取締役                                                                 | 2025年4月30日退任 |
| 理事                                   | 土田雅人   | 再任 | 日本ラグビーフットボール協会 会長 サントリーホールディングス 常務執行役員                         |                   |
| 理事                                   | 前川泰慶   | 新任 | クボタスピアーズ船橋・東京ベイ ゼネラルマネージャー クボタ                                        |                   |
| 理事                                   | 安井直史   | 新任 | 日本ラグビーフットボール協会 CDO兼 普及育成部門長                                                 |                   |
| 理事                                   | 山神孝志   | 新任 | 日本ラグビーフットボール協会 理事、Co-CEO兼 CRO兼 強化部門長 クボタ                               |                   |
| 理事                                   | 山本巧     | 新任 | 日本ラグビーフットボール協会 アドバイザリー・ボード・メンバー、 防衛大学校教授                    |                   |
| 監事                                   | 市村直也   | 再任 | 橋元綜合法律事務所 弁護士                                                                         |                   |
| 監事                                   | 袖山裕行   | 再任 | 日本ラグビーフットボール協会 監事 ジャパンラグビーマーケティング 監査役 袖山公認会計士事務所 代表 |                   |

## 決算
詳細および貸借対照表は、出典を参照のこと。
| 期    | 期間                         | 期間中に開催された リーグワンのシーズン | 経常収益 A | 経常費用 B | 経常外増減 C | 法人税等 D | 当期財産 A-(B+C+D) | 期末残高 (前期期末残高＋ 当期財産) | 出典               |
| ----- | ---------------------------- | --------------------------------------- | ---------- | ---------- | ------------ | ---------- | ------------------ | ---------------------------------- | ------------------ |
| 第6期 | 2021年10月1日～2022年9月30日 | 2022シーズン                            | 3,300百万  | 3,029百万  | 0百万        | 76百万     | 195百万            | 389百万                            | 2022年12月26日発表 |
| 第7期 | 2022年10月1日～2023年9月30日 | 2022-23シーズン                         | 2,972百万  | 2,481百万  | -35百万      | 169百万    | 287百万            | 675百万                            | 2023年12月28日発表 |
| 第8期 | 2023年10月1日～2024年9月30日 | 2023-24シーズン                         | 3,061百万  | 2,732百万  | -1百万       | 106百万    | 222百万            | 897百万                            | 2024年12月26日発表 |

- 開幕初年度、第6期（2021年10月～2022年9月）の経常収益は33億円だった。うち、スポンサー企業から21億円、放映権料4億2000万円）[15][16]。初年度として、1～3部の各チームに計5億5000万円を配分したが[15]、これは単純平均で1チーム2300万円程度であり、実際には最も多いチームで1億円弱が配分された[17]ため、単純平均よりはるかに配分が少ないチームがある。

- 第7期（2022年10月～2023年9月）は、プレーオフの試合の主管権（興行権）を関連会社（ジャパンラグビーマーケティング株式会社）に移したことによりチケット収入は減ったが、経常費用内の事業費支出も抑えられた。各チームへの配分金は計5億2500万円だった。放映権収入が5億8100万円、協賛金収入は19億7900万円だった。東海林一専務理事は「財政の健全性を高められた」と語った[18][19]。

## 沿革

### トップリーグ3部制への模索
2002年にジャパンラグビートップリーグを発足し、2017年から2部リーグとして「ジャパンラグビートップチャレンジリーグ」が創設された。
2019年4月25日、日本ラグビーフットボール協会は、2022年シーズンから3部制とする再編案を発表した。企業主体のセミプロを維持しつつ、各8クラブずつ実力別の3部リーグ制への移行を予定し、その1部リーグを「トップリーグエイト」とする内容だった。
これについて、トップリーグは、実力が拮抗した試合を提供し試合の質を上げることや、日本代表の強化期間を増やし、新たにワールドラグビーが2022年から設ける予定の国際大会「ネーションズチャンピオンシップ」が7-11月に行われること を想定し、それとの重複を避けるという観点もあったが、試合方式の折り合いがつかないため、2022年の創設は断念し、当面の間無期限延期となった。

### 2019年、地域密着プロリーグ創設の検討
その後、2019年7月28日に開催されたSPORTS X Conference 2019で日本ラグビーフットボール協会の清宮克幸副会長は、上記のトップリーグの3部制移行とは別に、2021年秋にラグビー新リーグを創設することを明らかにした。JリーグやB.LEAGUEのように地域密着のクラブを中心としたプロチームにしていくことで調整し、ラグビーワールドカップ2019開催地の12都市を中心にスタートする予定していた。また国外からの有力なスター選手が参加しやすくするため、リーグ戦の期間は従前のトップリーグと同様9月～翌年1月を想定し、スーパーラグビーとの重複を避けたいとしている。トップリーグはプロリーグの傘下に置かれるアマチュアカテゴリーとして維持することも検討されている。
2019年11月13日、日本ラグビーフットボール協会が新リーグの設立準備委員会を発足させた。委員長は清宮克幸。
その後2019年12月23日、新リーグ準備委員会の会合で、新リーグの発足を2021-22年シーズンに目指すことと、一部の参加クラブから、完全なプロ化に消極的・反対する意見も多くあったことから、完全プロ化を前提とはしない、従前のプロ・アマ混在型で、リーグ戦のシステムなどについては現リーグ加盟クラブをはじめとする小委員会で検討を始めるとした。

### 2020年、新リーグ創設へ
2020年1月15日、日本ラグビーフットボール協会の理事会において2021年秋に新リーグを創設することを決定。新リーグのマーケティング準備室の室長は清宮克幸（協会副会長）、法人準備室の室長に谷口真由美（協会理事）が就任した。
チーム数は、現行リーグの16チームからは削減される見通しとなり、新リーグの参入要件としてホームエリアの選定やスタジアムの確保などを求めていく方針が示された。検討されたリーグのプロ化については、岩渕健輔専務理事が「リーグの運営はプロになる」と表明したが、清宮克幸副会長は「チームの法人化は参入要件に入れていない」としたうえで、選手の身分については社員兼務の選手を認めるという。
2020年7月1日、日本ラグビーフットボール協会がオンライン会見を行い、トップリーグ全16チームとトップチャレンジリーグ (TCL) 全8チーム、およびトップキュウシュウA所属の中国電力レッドレグリオンズの25チームが、新リーグへの参加を申請したと発表。新型コロナウイルス感染症の世界的流行の影響で当初予定していた2021年秋から後ろ倒しされ、2022年1月の開幕を目指すこととなり、リーグは3部制とし、1部は12チーム、2部は7チーム、3部は6チームで行うこととした。2021年4月に新リーグ運営法人を発足させ、6月には2021年のトップリーグ最終成績を加味した上で、各チームのディビジョン分け、新リーグの名称を発表することになった。
1部リーグは12チームを前年度の成績などに基づき6チームずつ×2組に分け、ホスト・アンド・ビジター（ホーム・アンド・アウェーと同じ 以下H&Vとする）方式を採用し、同一グループとは2回戦総当たり（H&V各5試合）、グループ別交流戦は1回戦総当たり（HorV各3試合）の1チーム当たり16試合（全体で96試合）で行い、その総合勝ち点をもって順位を決定する。上位チームには国外の強豪チームとの強化試合である「クロスボーダーマッチ」の出場権を与える。また当初は成績面での自動昇・降格とはせず、上部リーグの成績下位と、下部リーグの成績上位の複数のチームが入れ替え戦を行うことも想定している。
しかし、スポーツニッポン紙によると、1部12チームで行う判断基準として挙げた「僅差の試合を増やす」という点を考えた際、同紙がまとめた統計で、30点差以上の大差がつくワンサイドゲームとなる率は、8チームが7.1%、10チームが11.1%であるのに対し、12チーム参加だと19.7%に跳ね上がり、5試合に1試合のペースでワンサイドゲームとなる可能性が高く、それが強化面で寄与するかという点で疑念が残るとして、日本ラグビーフットボール協会が考えたフォーマット決定のポイントの一つである「高質で均衡した試合の醸成」という点のみを考えると、さらにチーム数を減らして8-10チームが適正なチーム数ではないかとする見解が示されている。

### 2021年、参加チームと新リーグ名称の発表
2021年2月17日、法人準備室長の職務において、谷口真由美（協会理事）が退任し、岩渕健輔（協会専務理事）が就任した。谷口真由美は新リーグのディビジョン分けを行う審査委員長を引き続き務めた。
2021年4月1日、新リーグの主管権が 日本ラグビーフットボール協会から一般社団法人ジャパンラグビートップリーグへ委譲された。
2021年5月に、トップチャレンジリーグ（トップリーグ2部）のコカ・コーラレッドスパークスが2021シーズンを最後に活動を終了し、新リーグ加盟申請を取り下げて事実上休部に入ることが発表されたため、2部を7チームから6チームへ変更し、参加チームは24チームとなった。
2021年7月16日、新リーグ名「JAPAN RUGBY LEAGUE ONE（ジャパンラグビーリーグワン）」とディビジョン分けが発表された。
2021年10月4日、2022年シーズンの日程が発表された。2022年1月7日に開幕戦として、国立競技場で開催されるクボタスピアーズ船橋・東京ベイvs埼玉パナソニックワイルドナイツの対戦が決まる。また、各チームの新しいジャージも発表された。

### 2022年、ジャパンラグビーリーグワン開幕
詳細は「JAPAN RUGBY LEAGUE ONE 2022」ほかを参照。
2022年1月5日、開幕戦に出場する予定の埼玉パナソニックワイルドナイツの複数選手から新型コロナウイルス感染症陽性者が確認されたため、開幕セレモニーおよび開幕戦が中止となった。これによりクボタスピアーズ船橋・東京ベイが不戦勝となり新リーグ初勝利を飾った。開幕宣言は翌日の試合で行われた。1月16日に開催予定のDIVISION3開幕戦は、3試合すべて中止となった。
3月16日、NTTコミュニケーションズシャイニングアークス東京ベイ浦安（SA浦安）、NTTドコモレッドハリケーンズ大阪（RH大阪）がチーム再編成を発表。主力をSA浦安とし、RH大阪は社員主体チームとし、再審査されることとなった。
3月30日、DIVISION3の宗像サニックスブルース（宗像B）が5月末日をもって活動休止。
2022シーズンは、全150試合のうち28試合が中止となった。

### WEBマーケティングを整備
2022年10月26日、日本ラグビーフットボール協会（JRFU）によるスマートフォン向け「JAPAN RUGBY APP（ジャパンラグビーアプリ）」の運用を開始。リーグワンのロゴをアプリのアイコンに使用し、リーグワンや日本代表チームの情報配信を行う。
2022年12月、ジャパンラグビーリーグワン、日本ラグビーフットボール協会、ソニーグループ株式会社による合弁企業「ジャパンラグビーマーケティング株式会社」設立契約を締結。2023年5月にはNTTドコモも出資参画、2023年10月に ぴあ株式会社がオフィシャルチケッティングサプライヤーとして参画。プロモーション、観戦チケット・グッズの販売、デジタルコンテンツの配信・提供を行う。
2023年10月から、ジャパンラグビーリーグワンと日本ラグビーフットボール協会が主催する試合の観戦チケット購入サイト「Ticket RUGBY」などのWEBサービスを、ユーザーアカウント「Japan Rugby ID」で一元的に利用可能となった。ジャパンラグビーマーケティングが運営。

### 2022-23シーズン
詳細は「JAPAN RUGBY LEAGUE ONE 2023 DIVISION 2」ほかを参照。
NTTグループ2つのラグビーチーム、NTTコミュニケーションズ シャイニングアークス東京ベイ浦安（SA浦安）と NTTドコモレッドハリケーンズ大阪（RH大阪）が再編成された。プロ選手を中心とした新事業会社による新チーム「浦安D-Rocks（浦安DR）」はDIVISION2でスタートし、社員選手を中心とした「レッドハリケーンズ大阪（RH大阪）」はDIVISION3で運営。
DIVISION2の日野レッドドルフィンズは、第4節終了後の2023年2月3日付で活動の無期限停止を決定、シーズン終了まで活動を停止した。ジャパンラグビーリーグワンは同チームを3月15日に けん責処分とし、DIVISION3へ自動降格となった。
2023年5月8日、政府が新型コロナウイルス感染症への対策基準を引き下げた。これにより日本ラグビーフットボール協会も、大会開催や練習に関する感染対策ガイドライン（規制）を廃止。2020年ウイルス流行前の基準に戻る。

### 2023年、新規参入チームの受け入れ
「JAPAN RUGBY LEAGUE ONE 新規参入チームの受け入れ (2023年)」を参照。
宗像Bが抜けたDIVISION3が奇数チーム数となっていることから、2023年2月7日まで新規参入希望チームを受け付け。審査の結果、セコムラガッツ、ヤクルトレビンズ、ルリーロ福岡の参入を、2024年1月31日に発表した。

### 2023-24シーズン
いずれのDIVISIONでも、観客増加により入場者数の記録更新が相次ぎ、2024年4月6日（DIVISION1全16節のうち第12節の途中）、ジャパンラグビーリーグワン2023-24の総入場者数（DIVISION1・2・3の合計）が775,565人となり、最多記録を更新した。翌4月7日には796,928人になった。2022-23シーズン総入場者数は745,311人、初年度2022シーズン総入場者数は484,047人だった。最終的に全DIVISION総計で前年比53.8%増の1,142,294人となった。

#### THE CROSS-BORDER RUGBY 2023
「THE CROSS-BORDER RUGBY」を参照。
2023-24シーズンのDIVISION1全16節のうち、第6節と第7節の間に、2週にわたり「THE CROSS-BORDER RUGBY」を国内で開催。ニュージーランドのクラブチームであるブルーズ、ギャラガー・チーフスと、DIVISION1前年上位4チームとが対戦した。

### 2024-25シーズン
詳細は「JAPAN RUGBY LEAGUE ONE 2024-25」ほかを参照。
ハーフタイムをそれまでの12分から15分に変更された。2009年に最大15分までハーフタイムを取れるようルール改正されてから、国内社会人トップの大会では初めてのこと。
DIVISION1は2試合増やし各チーム18試合（18節）まで実施し、プレーオフトーナメントは上位4チームから上位6チームに増やす。DIVISION2は2チーム増え、8チームで対戦し、順位決定戦は行わない。DIVISION3には新規参入3チーム（ヤクルトレビンズ戸田、狭山セコムラガッツ、ルリーロ福岡）が加わり、6チームで対戦し、順位決定戦は行わない。
2024年9月19日、2年後となる2026-27シーズンから（予定）、三重ホンダヒートが拠点を三重県鈴鹿市から栃木県宇都宮市へ移転することを発表した。
2024年8月からワールドラグビーが国代表資格条件を緩和し、「5年以上続けて当該国に住む」から「5年間継続して当該国の協会もしくはラグビー団体のみに登録する」となった。これを受けて2024年10月22日にジャパンラグビーリーグワンは、国外滞在日数の制限（年間62日以内）を撤廃し、これまでシーズンオフに2か月以上の母国帰国を理由にカテゴリーBだった選手の多くが、カテゴリーAになる。
2024年10月22日、2025-26シーズンにおける新規参入チームの受け入れを行わないことを発表した。
2024年11月28日、2028-29シーズンまでの計画を発表。「若手育成リーグ」を2025年秋に開幕させるほか、2028-29シーズン以降のホームスタジアム固定化を目指す。
2025年5月13日、リーグワン所属チームが各拠点をもとに東・中・西に分かれて対戦する、選手育成を目的とする新大会を2025年9月から10月にかけて開催することを発表した。20チームにより20試合を実施予定。
2025年5月13日、2026-27シーズンから選手の登録区分に追加カテゴリを導入することを発表した。カテゴリAを、カテゴリA-1およびA-2に区分する。A-1は「小中学校の義務教育9年間のうち、6年以上を日本で過ごした選手」で、A-2は「A-1以外で、他協会の代表歴がなく、日本協会における48カ月以上の継続登録がある選手」。A-2の要件を満たす選手のうち、日本代表キャップを30以上持つ選手は、優遇措置としてA-1に分類する。詳細は「ジャパンラグビーリーグワン#選手の登録区分」を参照。

### 2025-26シーズン

#### 新規参入
2025年6月、新規参入希望チームの申請受け入れを開始。同年8月13日、トップイーストAリーグの日立Sun Nexus茨城（茨城県日立市）とAZ-COM丸和MOMOTARO'S（千葉県柏市）が申請したことが発表された。詳細は「JAPAN RUGBY LEAGUE ONE 新規参入チームの受け入れ (2025年)」を参照。

#### NECグリーンロケッツ東葛の動向
2025年8月20日、DIVISION2のNECグリーンロケッツ東葛の運営会社である日本電気（NEC）は、ジャパンラグビーリーグワン2025-26シーズン終了後のリーグワン退会を前提に、NECグリーンロケッツ東葛の譲渡に向けた検討開始を発表した。
同日の日刊スポーツの報道によると、リーグワンの東海林一専務理事は、約1年前にNECから相談があり、「コスト削減での保有」「譲渡」「退会」などの選択肢で意見交換をしてきたという。「譲渡」の場合、日本で法人格を持ち、ホストスタジアムの要件などを満たせば、ホストタウンが変更となっても、同じディビジョンで続けられる。「退会」の場合、2025年12月の開幕前までに申請し、理事会の承認を得る。
NECの前年度決算では、3000億円以上の営業利益をあげ、業績は好調だった。日本経済新聞の取材に対し、NECの広報担当は、チーム内の半分以上がプロ選手であることを明かし、「リーグのプロ化が進み、チームが目指す社員の一体感醸成、士気向上と方向性が乖離してきた」と述べたという。

## 他社との共同事業
初年度2022シーズンでは、ジャパンラグビーリーグワンが独自にプロモーションやチケット・グッズ販売を行っていた。しかしその後は、下記のように日本ラグビーフットボール協会や外部企業と共同事業展開をしている。
- ジャパンラグビーマーケティング株式会社：ジャパンラグビーリーグワン、日本ラグビーフットボール協会、ソニーグループ株式会社、NTTドコモによる合弁企業[91]。
- JAPAN RUGBY APP（ジャパンラグビーアプリ）：リーグワンおよびラグビー日本代表・ラグビー女子日本代表などの情報発信。
- Ticket RUGBY（チケットラグビー）：ジャパンラグビーリーグワンと日本ラグビーフットボール協会が主催する試合の観戦チケット購入サイト。ぴあ株式会社とジャパンラグビーマーケティング株式会社による運営。
- Japan Rugby ID（ジャパンラグビー・アイディー）：Ticket RUGBYやJAPAN RUGBY APPの利用者のアカウント管理[92]。

## 新規参入チームの募集
「JAPAN RUGBY LEAGUE ONE 新規参入チームの受け入れ (2023年)」を参照のこと。
2025-26シーズンにおける新規参入チームの受け入れを行わないことを、2024年10月22日に発表した。

## 支援募金活動
災害の被災者に対する支援を目的とした、募金口座開設や試合会場での募金活動など。
- 2022年1月- ：2022年トンガ王国における火山噴火および津波被害に伴う支援募金[93]
- 2024年1月- ：令和6年能登半島地震に伴う支援募金[94][95][96]
- 2024年10月- ：令和6年9月能登半島豪雨に伴う支援募金[96]

## 不祥事
- 2022シーズン開幕直前の2021年12月30日、NECグリーンロケッツ東葛の外国人選手が麻薬及び向精神薬取締法違反の疑いで逮捕され、契約解除された。チーム合流から1か月半後のことだった[97][98][99][100][101]。
- 2022-23シーズン途中の2023年2月1日、日野レッドドルフィンズが3か月前（2022年10月31日）の合宿中に飲食店内を破壊し店員にセクハラ行為をしていたことが報道された。2月3日、日野自動車は日野レッドドルフィンズの無期限活動停止を発表。事件に関するリーグワンへの報告は、事件報道日が近い2023年1月28日だった[102][103][104]。3月3日、日野は順位決定戦・入れ替え戦を含めシーズン残り全試合の辞退を発表し、次シーズンは3部降格が決まった[105][106][107]。3月15日、日本ラグビーフットボール協会は日野レッドドルフィンズをけん責処分とした[108][109]。
- 2023年4月22日、DIVISION2のリーグ戦終了後、豊田自動織機シャトルズ愛知の選手1名が、チーム会食後の単独行動で飲食店に入り、居合わせた人（店員か客かは非公表）に対して全治10日程度のけがを負わせた。当該選手は逮捕されていないが、被害者との示談が成立。選手は4月末に退団した[110]。ジャパンラグビーリーグワンはチームに対し、5月開催のDIVISION1との入替戦出場を認めた[111]。
- 2024年6月14日、DIVISION1横浜キヤノンイーグルス所属の選手は、東京都日野市の路上で押していた自転車が、通行人である20代男性に当たって口論となり、選手は相手の顔に頭突きをして軽傷を負わせた疑いで、駆け付けた署員により現行犯逮捕された[112][113][114]。6月19日に横浜キヤノンイーグルスは、当該選手を当面のあいだ自宅謹慎とし、3か月間のチーム施設利用とチーム活動参加を禁止することを発表した[115][116]。同日、ジャパンラグビーリーグワンは処分の検討に入った[117]。
- 2024年9月15日(日)午前7時ごろ、DIVISION1三重ホンダヒートの所属選手が道路交通法違反（酒気帯び運転）を行い、検挙された。前日午後8時ごろからアルコール摂取を伴う会食後、駐車場に停めてあった車両で仮眠を取り、翌朝6時ごろに車両を発進。駐車場から100m走行したところで警察官から停止を求められ、基準値を超えるアルコールが検知された。三重ホンダヒートは、運転していた選手に対して年俸減額とチーム対外活動参加禁止6か月間、同乗していた選手2名に対しては譴責（けんせき）とチーム対外活動参加禁止6か月間の処分を行った。これを受けて、ジャパンラグビーリーグワンは規律委員会における審議を始めた[118][119][120]。